# Самариха (село)
Самариха — село в Башмаковском районе Пензенской области России. Входит в состав Знаменского сельсовета.

## География
Расположено в 3 км к югу от села Знаменское, на р. Буртас.

## Население
| 1864 | 1877 | 1911 | 1926 | 1930 | 1959 | 1979 |
| ---- | ---- | ---- | ---- | ---- | ---- | ---- |
| 733  | ↗742 | ↗861 | ↗951 | ↗997 | ↘476 | ↘232 |
| 1989 | 1996 | 2002 | 2010 |      |      |      |
| ↘25  | ↘18  | ↘0   | →0   |      |      |      |

## История
В первые упоминается в 1730 г, как деревня на землях Долгоруковых. В 1739 г. подарена графу Гагарину императрицей Анной Иоанновной. До отмены крепостного права принадлежала графу М. Ю. Виельгорскому. В 1939 г. значилось отделением совхоза «Красное знамя». А в 1955 г. центральной усадьбой колхоза «Память Ленина».